# Challenger de Alphen aan den Rijn 2013
El TEAN International 2013 fue un torneo de tenis profesional que se jugó en canchas de tierra batida. Se trató de la 18.ª edición del torneo que forma parte del ATP Challenger Tour 2013 . Tuvo lugar en Alphen aan den Rijn, Holanda entre el 2 de septiembre y el 8 de septiembre de 2013.

## Jugadores participantes del cuadro de individuales

### Cabezas de serie
| País                        | Jugador              | Rank1 | Favorito |
| Bandera de España           | Daniel Gimeno-Traver | 61    | 1        |
| Bandera de Israel           | Dudi Sela            | 77    | 2        |
| Bandera de los Países Bajos | Jesse Huta Galung    | 98    | 3        |
| Bandera de los Países Bajos | Thiemo de Bakker     | 99    | 4        |
| Bandera de Bélgica          | Olivier Rochus       | 142   | 5        |
| Bandera de Bélgica          | Ruben Bemelmans      | 154   | 6        |
| Bandera de Alemania         | Simon Greul          | 161   | 7        |
| Bandera de Bélgica          | Steve Darcis         | 164   | 8        |
| --------------------------- | -------------------- | ----- | -------- |

- 1 Se ha tomado en cuenta el ranking del 26 de agosto de 2013.

### Otros participantes
Los siguientes jugadores recibieron una invitación (wild card), por lo tanto ingresan directamente al cuadro principal:
- Miliaan Niesten
- Thiemo de Bakker
- Wesley Koolhof
- Jelle Sels

Los siguientes jugadores ingresan al cuadro principal tras disputar el cuadro clasificatorio:
- Richard Becker
- Alban Meuffels
- Marek Michalička
- Peter Torebko

## Jugadores participantes en el cuadro de dobles

### Cabezas de serie
| País                        | Jugador           | País                        | Jugador            | Rank1 | Favorito |
| Bandera de los Países Bajos | Jesse Huta Galung | Bandera de Australia        | Rameez Junaid      | 220   | 1        |
| Bandera de los Países Bajos | Thiemo de Bakker  | Bandera de los Países Bajos | Stephan Fransen    | 301   | 2        |
| Bandera de Alemania         | Gero Kretschmer   | Bandera de Alemania         | Alexander Satschko | 322   | 3        |
| Bandera de Alemania         | Andreas Beck      | Bandera de Alemania         | Dominik Meffert    | 328   | 4        |
| --------------------------- | ----------------- | --------------------------- | ------------------ | ----- | -------- |

- 1 Se ha tomado en cuenta el ranking del 26 de agosto de 2013.

## Campeones

### Individual Masculino
- Daniel Gimeno-Traver derrotó en la final a  Thomas Schoorel por 6-2, 6-4.

### Dobles Masculino
- Antal van der Duim /  Boy Westerhof  derrotaron en la final a  Simon Greul /  Wesley Koolhof por 4-6, 6-3, [12-10]